# Philippe II Dupont
Philippe Dupont, né en 1946, est un religieux de l'ordre de Saint-Benoît, sixième abbé de Saint-Pierre de Solesmes du 2 octobre 1992 au 19 avril 2022.

## Biographie

### Abbatiat
Les moines de Solesmes élisent Philippe Dupont abbé le 2 octobre 1992. Il succéde à Jean Prou qui a renoncé à sa charge,. Philippe Dupont choisit comme devise Quae sursum sunt sapite, "Savourez les choses d'en-haut" (Col 3,2). Cette devise montre combien il entend maintenir l'idéal monastique et contemplatif de Solesmes.

### Béatification de Prosper Guéranger
À sa demande, l'évêque du Mans a ouvert la procédure en vue de la béatification de Prosper Guéranger.

### Fondation en Lituanie
Après avoir reçu plusieurs Lituaniens, Philippe Dupont se rend en Lituanie. Les évêques du pays l'incitent à y restaurer la vie monastique de la tradition de Solesmes. 
Il choisit le site de Palendriai, un hameau du diocèse de Šiauliai, isolé et abandonné. Il charge un architecte de Lyon des réalisations, puis envoie en 1997 le prieur choisi, Dom Hervé de Broc, avec huit moines français et deux Lituaniens. Il y retourne en juin 2000 pour bénir la première pierre. 
La consécration de l'église du nouveau monastère a lieu le 7 juin 2002.

### Millénaire de Solesmes
Philippe Dupont célèbre en 2010 le jubilé du millénaire de l'abbaye de Solesmes. À cette occasion, il reçoit le cardinal Tauran porteur d'une lettre du pape qui lui est adressée.

### Démission
Philippe Dupont présente sa démission au Saint-Père François qui l'accepte le 19 avril 2022.